# 메디아마르크트자투른
메디아마르크트자투른(MediaMarktSaturn Retail Group, 등기부상 명칭 Media-Saturn-Holding GmbH)은 독일의 전자제품 소매점 체인으로 유럽에서 최대 규모를 가지고 있다. 세계에서는 베스트 바이에 이어 2번째로 크다. 현재의 기업 구조는 과거에 독립적으로 운영되었던 메디아마르크트(MediaMarkt)와 자투른(Saturn, 과거 Saturn-Hansa)가 합쳐져서 생겼다. 본사는 독일 잉골슈타트에 있으며, 2017년에 메트로 AG에서 분사되었다.

## 메디아마르크트

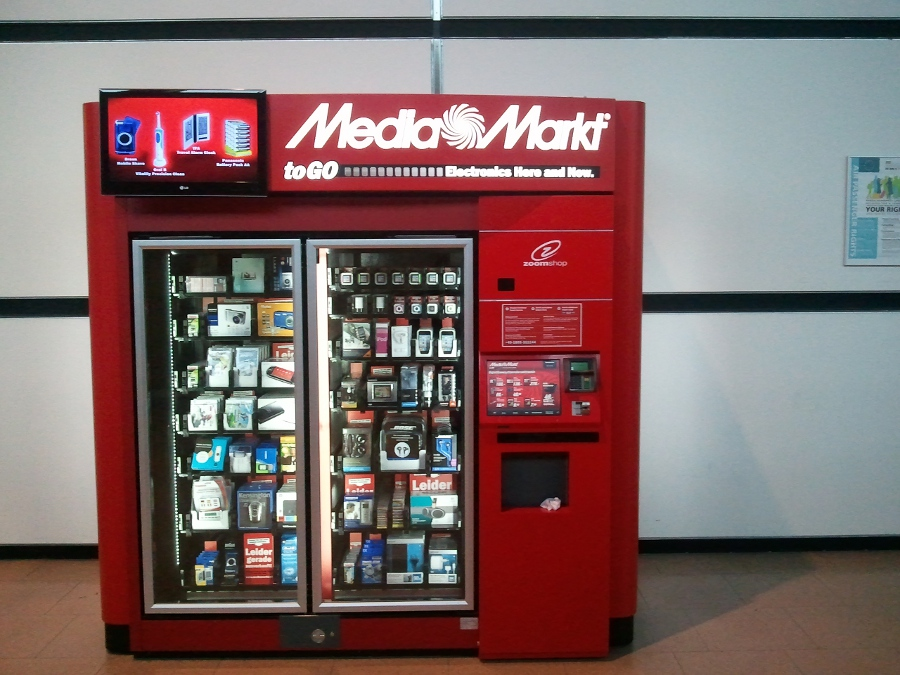
함부르크 공항에 있는 메디아마르크트 자판기

메디아마르크트는 1979년에 레오폴트 슈티펠(Leopold Stiefel), 발터 군츠(Walter Gunz), 에리히 켈러할스(Erich Kellerhals), 헬가 켈러할스(Helga Kellerhals)에 의해서 독일 뮌헨에서 설립되었다. 최초로 개업한 지점은 뮌헨 오이로인두스트리파르크(Euro-Industriepark)에 있다. 1985년까지 뮌헨 일대에 매장 9곳을 개설했다. 카우프호프 AG에서 지분 참여가 시작된 이후 1989년부터 유럽 내 인접 국가로 확장이 시작되었다.
2010년 11월 17일에는 중화인민공화국 상하이에 첫 지점을 개설했다. 폭스콘과 조인트 벤처를 통한 협업을 시작하면서 중국 대륙 시장 진출을 노렸고, 2012년까지 6개의 지점을 개설했다. 2013년 1월에는 메트로 그룹에서 확장에 필요한 자본을 조달하기 어려워서 중국에서 철수를 결정했다. 대부분 매장은 그 해 3월 11일에 폐점했고, 상하이에 있었던 지점은 4월 30일까지만 추가로 영업했다. 전화 고객지원 부서는 6월 30일까지 영업했다.
2018년 여름에는 메디아자투른에서 러시아 철수를 발표했다. 러시아 내 매장 63곳은 타 회사에 2억 5800만 유로에 매각되었다.
2022년 9월 30일 기준 13개 국가에 1000여개의 메디아마르크트 및 자투른 지점이 있다. 2021년 3월에는 독일에서 2022년 가을까지 13개 매장을 폐점할 것을 발표했다.
| 국가       | 상표명               | 최초 진출 | 매장 수 |
| ---------- | -------------------- | --------- | ------- |
| 독일       | Media Markt + Saturn | 1979년    | 399     |
| 네덜란드   | Media Markt          | 2000년    | 49      |
| 룩셈부르크 | Media Markt          | 2008년    | 2       |
| 벨기에     | Media Markt          | 2002년    | 23      |
| 스웨덴     | Media Markt/Power    | 2006년    | 29      |
| 스위스     | Media Markt          | 1994년    | 25      |
| 스페인     | Media Markt          | 1999년    | 107     |
| 오스트리아 | Media Markt          | 1990년    | 52      |
| 이탈리아   | Media World          | 1991년    | 122     |
| 튀르키예   | Media Markt          | 2007년    | 89      |
| 포르투갈   | Media Markt          | 2004년    | 10      |
| 폴란드     | Media Markt          | 1998년    | 81      |
| 헝가리     | Media Markt          | 1997년    | 36      |

1995년부터 "Ich bin doch nicht blöd!"(나는 멍청하지 않아요)라는 슬로건을 사용했으며, 다른 유럽 국가에서는 이를 변형한 슬로건을 사용하기도 했다. 이 외에도 "Saubillig und noch viel mehr"와 같은 슬로건을 보조적으로 사용하기도 했다. 2015년 10월에는 "Hauptsache ihr habt Spaß!"라는 슬로건을 사용하기 시작했다. FC 잉골슈타트 04의 유니폼 스폰서로 활동하기도 했다.

## 자투른

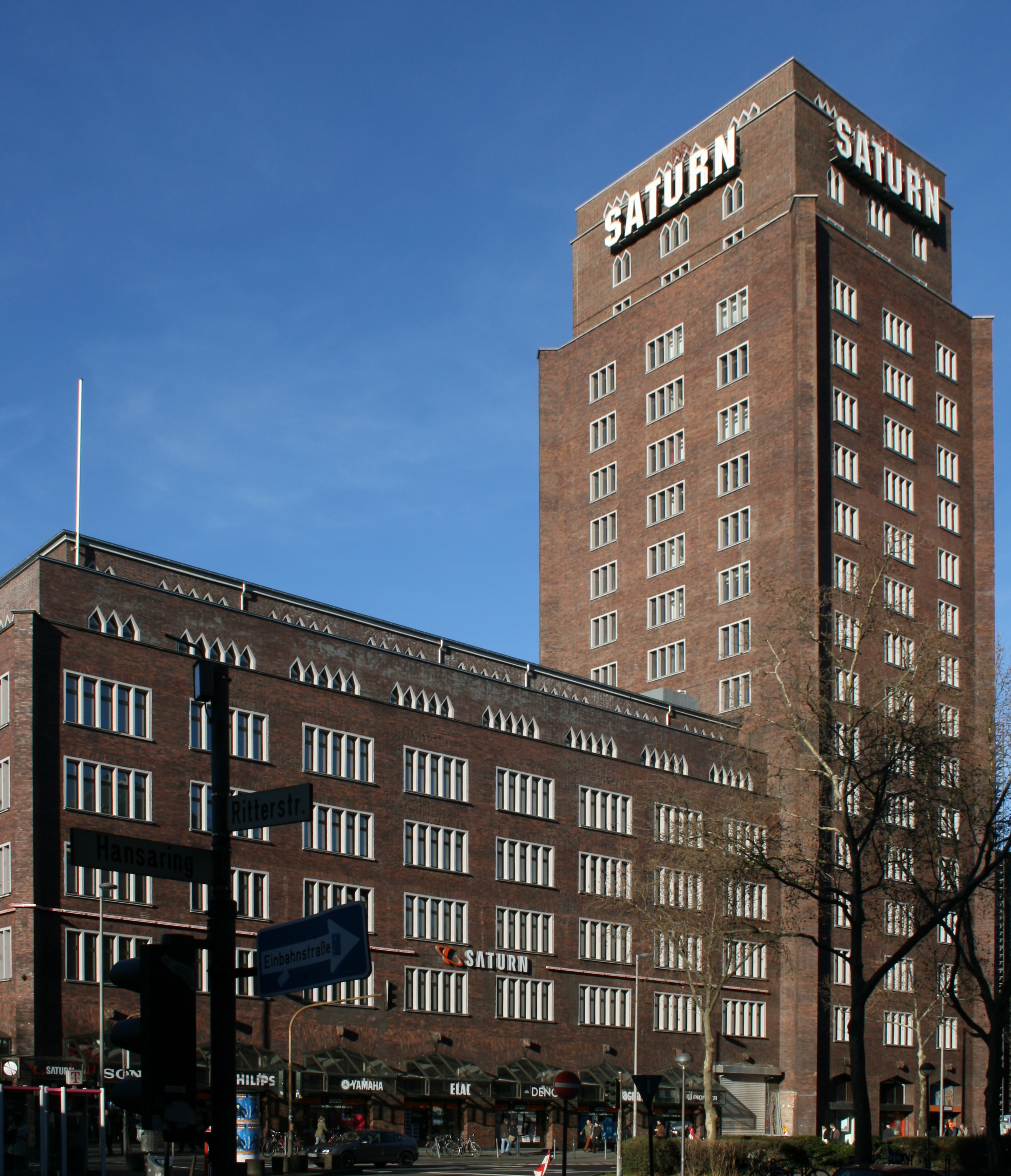
쾰른 한자호흐하우스

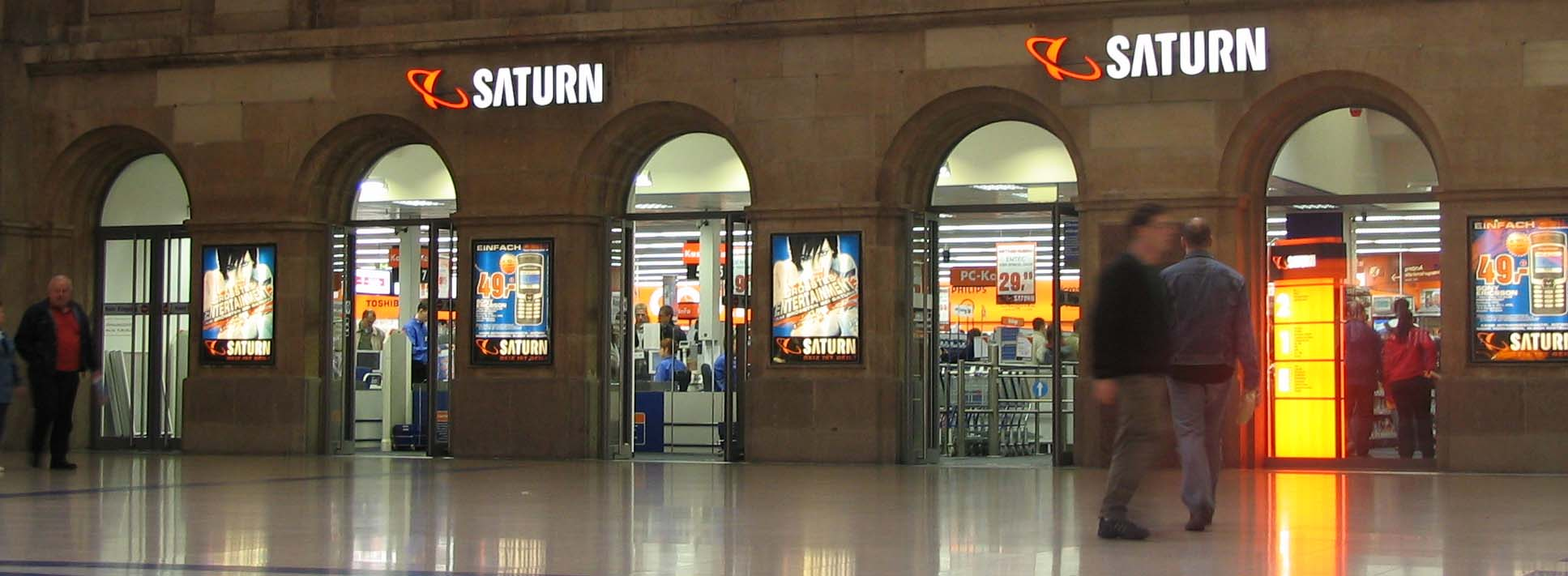
라이프치히 중앙역의 자투른 매장

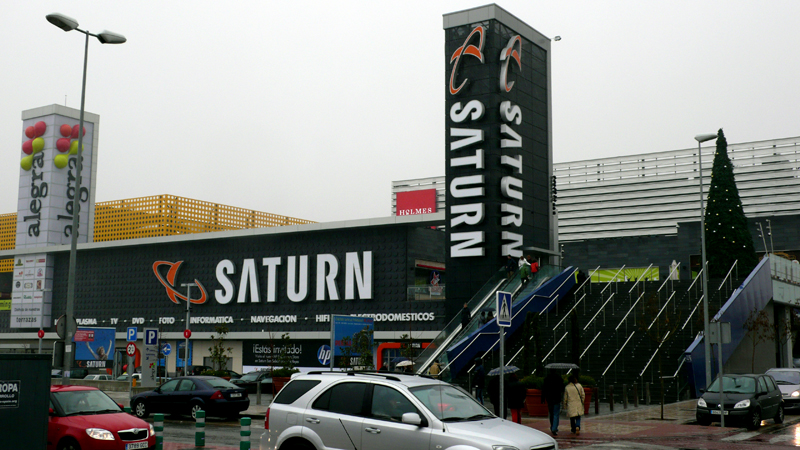
스페인 마드리드의 자투른 매장

자투른은 1961년 7월에 프리드리히 빌헬름 바펜슈미트(Friedrich Wilhelm Waffenschmidt)와 아니 바펜슈미트(Anni Waffenschmidt)에 의해서 설립되었으며, 최초의 자투른 매장은 독일 쾰른 한자링에 있다. 설립 당시 매장 규모는 120 m²였으며 외교관만을 대상으로 전자제품을 판매했다. 1968년에는 한자포토(Hansa-Foto)라는 기업을 설립했고, 1969년부터 자투른 및 한자포토 매장이 일반 고객에게 개방되었다. 1972년에는 쾰른에 최초의 전용 매장을 개설했다. 1980년대 초기에는 뮌헨 테레지엔회에, 카우프호프의 지분 참여 이후 1985년에는 프랑크푸르트암마인에 매장을 개설했다. 1990년에 메디아마르크트에 인수되었고, 인수 이후에는 메디아마르크트자투른 리테일 그룹(MediaMarktSaturn Retail Group)으로 활동했다. 메디아마르크트와 비슷하게 분산된 구조를 가지고 있었다. 1992년 당시에는 쾰른, 프랑크푸르트, 뮌헨, 도르트문트, 하노버, 뉘른베르크, 겔젠키르헨에 매장이 있었다.
평균적인 매장 규모는 2,100~10,000 m²이며, 함부르크의 자투른 매장은 18,000 m² 규모에 6층으로 구성되어 있다. 호르텐 AG와 카우프호프가 1990년대 중반에 합병하면서 함부르크 중앙역 일대의 인접한 곳에 두 그룹의 백화점이 공존하게 되면서, 1999년 당시 메트로 그룹의 소속 회사였던 자투른에 과거 호르텐 백화점을 매각하여 전자제품 소매점으로 개축했다.
2011년 7월 1일에 프랑스에 있었던 자투른 매장 36곳을 HTM 그룹에 매각했다. 2012년 9월에는 스위스에 있었던 자투른 매장을 메디아마르크트로 전환한다는 소문이 있었으나 시인하지도 부인하지도 않았다. 2011년 당시 2000만 스위스 프랑 손실을 본 상태였다. 2012년 10월에는 스위스 진출 3주년 행사(3 Jahre SATURN in der Schweiz)를 계획했다 취소했으나 이미 광고문이 착오로 전송된 후였다. 2012년 10월 8일 당시 자투른 스위스 지사장은 철수설을 부인했다. 그러나 2013년 4월 9일부터 스위스에서 철수가 시작되었고, 2013년 7월까지 메디아마르크트로 전환 계획을 발표했다. 이 과정에서 슈프라이텐바흐와 빈터투어의 매장을 철수했다. 개점 예정지 2곳은 2014년 이후 메디아마르크트로 개점할 예정이었다. 슈프라이텐바흐와 빈터투어의 매장은 2013년 6월에 폐점했고, 나머지 4곳은 메디아마르크트로 전환했다.
2012년 11월 1일에는 헝가리에 있었던 자투른 매장이 메디아마르크트로 전환되었다. 2013년 10월에는 벨기에에서 철수를 발표했다. 안트베르펀의 자투른 매장은 폐점하고, 코르트레이크, 빌레이크, 브뤼허, 리에주의 매장은 메디아마르크트로 전환될 예정이었다. 같은 해에는 튀르키예에 있었던 매장 5곳이 메디아마르크트로 전환되었다. 2014년 6월 27일에는 네덜란드의 자투른 매장 13곳이 2014년 가을까지 메디아마르크트로 전환될 계획을 발표했다. 2015년 초에는 이탈리아의 자투른 매장도 미디어월드(메디아마르크트의 이탈리아 상표명)로 전환될 계획을 발표했다. 2018년 초에는 폴란드의 자투른 매장이 메디아마르크트로 전환되었다.
2020년 9월까지 오스트리아의 자투른 매장 15곳이 메디아마르크트로 전환되었다. 2021년 6월에는 룩셈부르크의 자투른 매장이 메디아마르크트로 전환되었다.
2012년 11월 29일에는 독일 킬에 150번째 자투른 매장이 개점했다. 2021년 7월에는 2022년까지 독일에서 자투른 매장 13곳을 폐점할 계획을 발표했으며, 3월에 발표된 메디아마르크트 폐점 계획과는 별개로 진행되었다. 2022년 3월 기준 독일의 자투른 매장은 134곳, 10월 기준 131곳이 있다.